# سفید سیاه‌رگ
سفید سیاه‌رگ (نام علمی: Pieris bryoniae) گونه‌ای پروانه است که در تیره کاهی‌بالان و سرده پروانه‌های سپیدباغی قرار دارد.

## ظاهر
- رنگ: سفید با رگه‌های سیاه

## زیستگاه
- نزدیک مودلینگ، وین